# Ramón Ayala
Ramón Ayala (ur. 15 sierpnia 1979) – portorykański judoka. Olimpijczyk z Aten 2004, gdzie odpadł w eliminacjach w wadze półciężkiej.
Uczestnik mistrzostw świata w 2003. Piąty na igrzyskach panamerykańskich w 2003. Srebrny medalista igrzysk Ameryki Środkowej i Karaibów w 2002 i 2006. Wicemistrz panamerykański w 2001 i 2003 roku.

## Letnie Igrzyska Olimpijskie 2004
| Konkurencja | Eliminacje            | Klas. końcowa |
| Konkurencja | Przeciwnik I          | Miejsce       |
| ----------- | --------------------- | ------------- |
| 100 kg      | Sami Belgroun (ALG) P | 1 runda       |